# Rotbein-Großfußhuhn
Das Rotbein-Großfußhuhn, auch Reinwardthuhn, Reinwardt-Großfußhuhn oder Lombok-Großfußhuhn, (Megapodius reinwardt), ist eine mittelgroße Art aus der Familie der Großfußhühner, die auf zahlreichen Inseln im Bereich von Flores- und Bandasee, auf Neuguinea und im Norden Australiens vorkommt.
Das Rotbein-Großfußhuhn besiedelt tropische Wälder und dichte Gebüsche, wo es wie viele Großfußhühner Nisthügel anlegt, in denen mittels der Wärme, die durch verrottendes Pflanzenmaterial entsteht, oder durch Sonnenwärme die Eier ausgebrütet werden. Diese Hügel werden über Jahre genutzt und können recht groß sein. Im Durchschnitt sind sie etwa einen Meter hoch und messen zwischen fünf und zehn Metern im Durchmesser.

## Beschreibung
Das Rotbein-Großfußhuhn ist mit 37–45 cm Körperlänge etwa so groß wie ein Haushuhn. Wie alle Arten der Gattung Megapodius hat es einen kleinen Kopf, ein eher unauffälliges, eintönig braun-graues Gefieder, sehr kräftige Füße und einen kurzen Schwanz. Charakteristisches Merkmal der Art, das ihr den englischen Namen Orange-footed Megapode eingebracht hat, ist die orange Färbung der Beine und Füße. Die Farbe der Iris variiert von graubraun über warmbraun bis hin zu dunkelrot. Die Schnabelbasis ist meist bräunlich hornfarben oder dunkel, Spitze und die Kanten sind gelblich braun bis orange. Die Geschlechter unterscheiden sich nicht.
Bei adulten Vögeln der Nominatform sind Stirn, Scheitel und oberer Nacken zimtbraun gefärbt, die kurvig verlängerten Federn am Hinterkopf zu einer kurzen, spitzen Haube aufgeformt. Zügel- und Augenregion sind nahezu unbefiedert, das übrige Gesicht mit dunkelgrauen Federn nur schütter bewachsen, so dass die dunkel rötliche Haut durchscheint. Hals, Brust und vorderer Rücken sind bleigrau befiedert. Rücken, Schulterfedern, Oberflügeldecken und Schirmfedern sind zimt- bis olivbraun. Unterer Rücken, Bürzel und Oberschwanzdecken sind lebhaft kastanienbraun. An Bauch, Flanken und Oberschenkeln ist das Gefieder braungrau und geht zur Brust hin in die bleigraue Färbung derselben über. Der hintere Bauch ist hellgrau, die Unterschwanzdecken kastanienbraun und die Steuerfedern braunschwarz mit kastanienbrauner Tönung. Die Schwungfedern sind schwärzlich grau oder braun mit zimt- bis kastanienbraun getönten Außenfahnen. Die Unterflügeldecken sind mittelgrau, die Achselfedern rötlich braun.

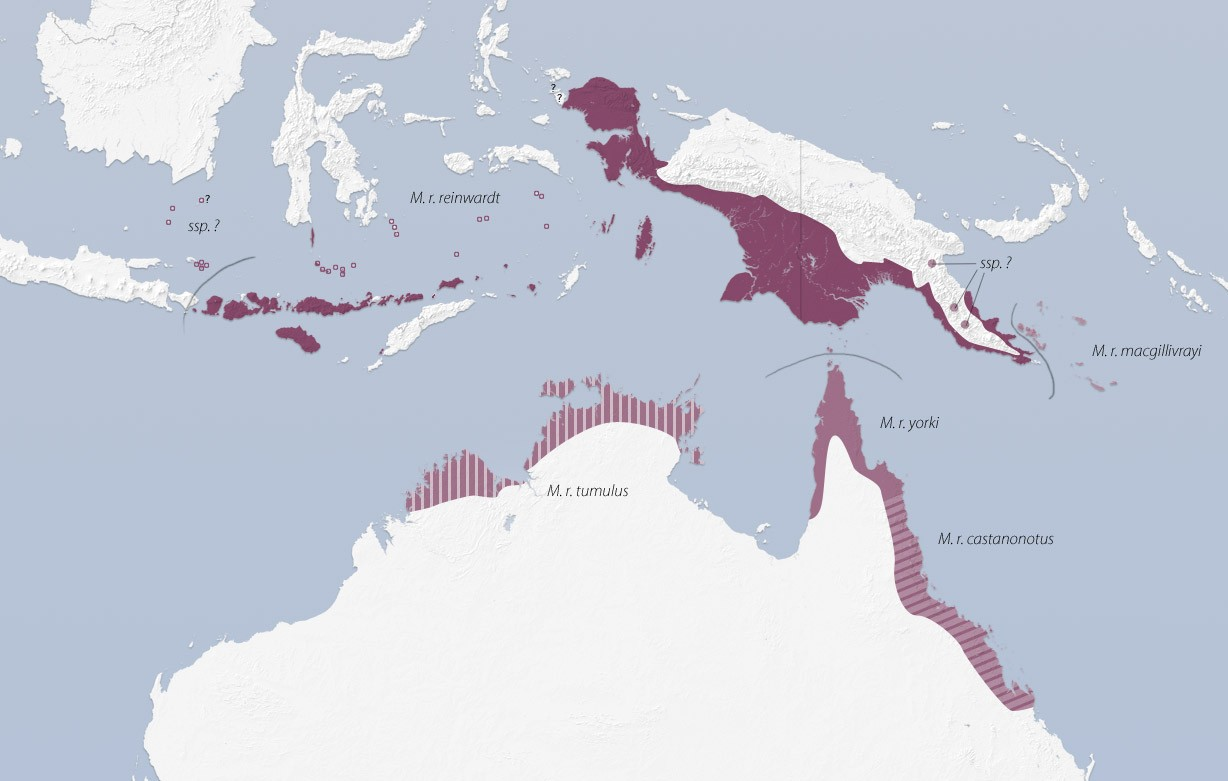
Verbreitung und Unterarten des Rotbein-Großfußhuhns

## Verbreitung
Die Verbreitung des Rotbein-Großfußhuhns erstreckt sich über den Norden Australasiens. Sie umfasst Teile des westlichen Indonesiens und Papua-Neuguineas sowie die tropischen Küstenregionen des nördlichen Australiens.
Im äußersten Osten der Javasee siedelt das Rotbein-Großfußhuhn auf den Kangeaninseln, den Laut-Kecil-Inseln und Keramian. Südlich von Sulawesi auf Salajar, den Tukangbesi- und den Lucipara-Inseln. Auf den Kleinen Sundainseln reicht die Verbreitung auf dem Inneren Bandabogen von Nusa Penida und Lombok, über Atauro, ostwärts bis Damar. Hier fehlt das Huhn nur auf der Insel Adonara. Auf dem Äußeren Bandabogen beschränkt sich das Vorkommen auf Sumba, Semau, die Sermata- und die Babarinseln. Auf der größten Insel Timor und zum Beispiel auch auf den Tanimbarinseln fehlt die Spezies, lebt aber auf den nordöstlich gelegenen Banda-, Watubela- und Kei-Inseln.
Auf Neuguinea erstreckt sich das Brutareal über den Vogelkop ostwärts bis in den Süden der Cenderawasih-Bucht sowie südlich der zentralen Bergkette bis zur Südostspitze, wo die Art auch noch nördlich des Owen-Stanley-Gebirges vorkommt. Auch auf vielen umliegenden Inseln wie Adi, Aru, zahlreichen Torres-Strait-Inseln und den Inseln der Milne Bay Province (Trobriand-Inseln, Marshall-Bennett-Inseln, Woodlark, D’Entrecasteaux-Inseln und Louisiade-Archipel) brütet das Rotbein-Großfußhuhn.
In Australien besiedelt die Art den äußersten Norden von Western Australia sowie im Northern Territory die Küstenregion vom York Sound bis Cape Arnhem, Melville Island und Groote Eylandt. Ferner brütet sie entlang der westlichen Küste der Kap-York-Halbinsel südwärts bis zur Mündung des Mitchell River, an der östlichen Küste südwärts bis Livingstone Shire. Auch hier kommt sie auf vielen vorgelagerten Inseln vor.

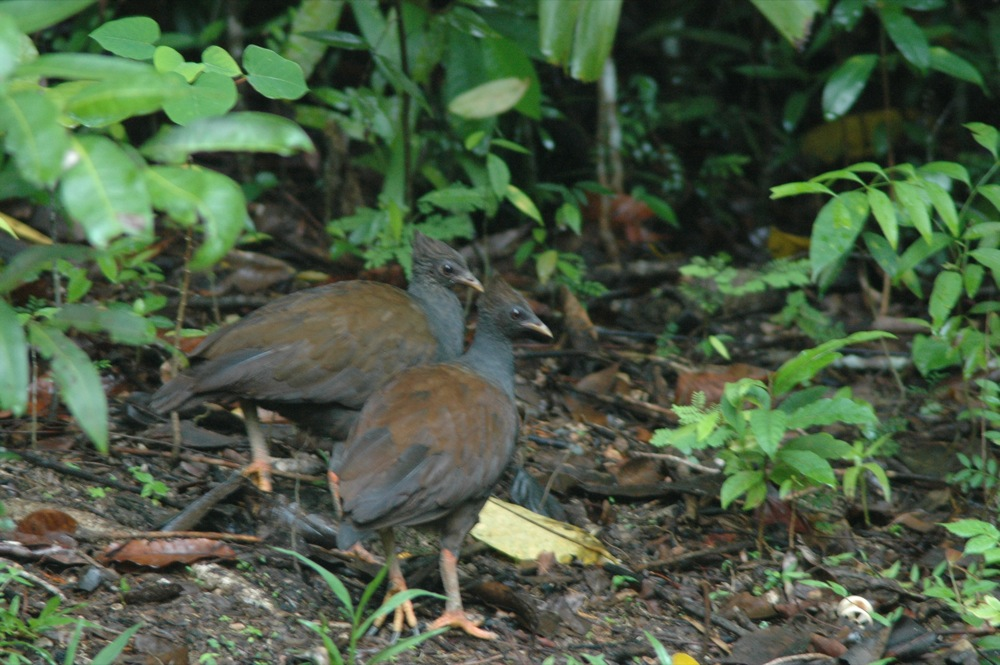
Zwei Rotbein-Großfußhühner der Unterart M. r. castanonotus

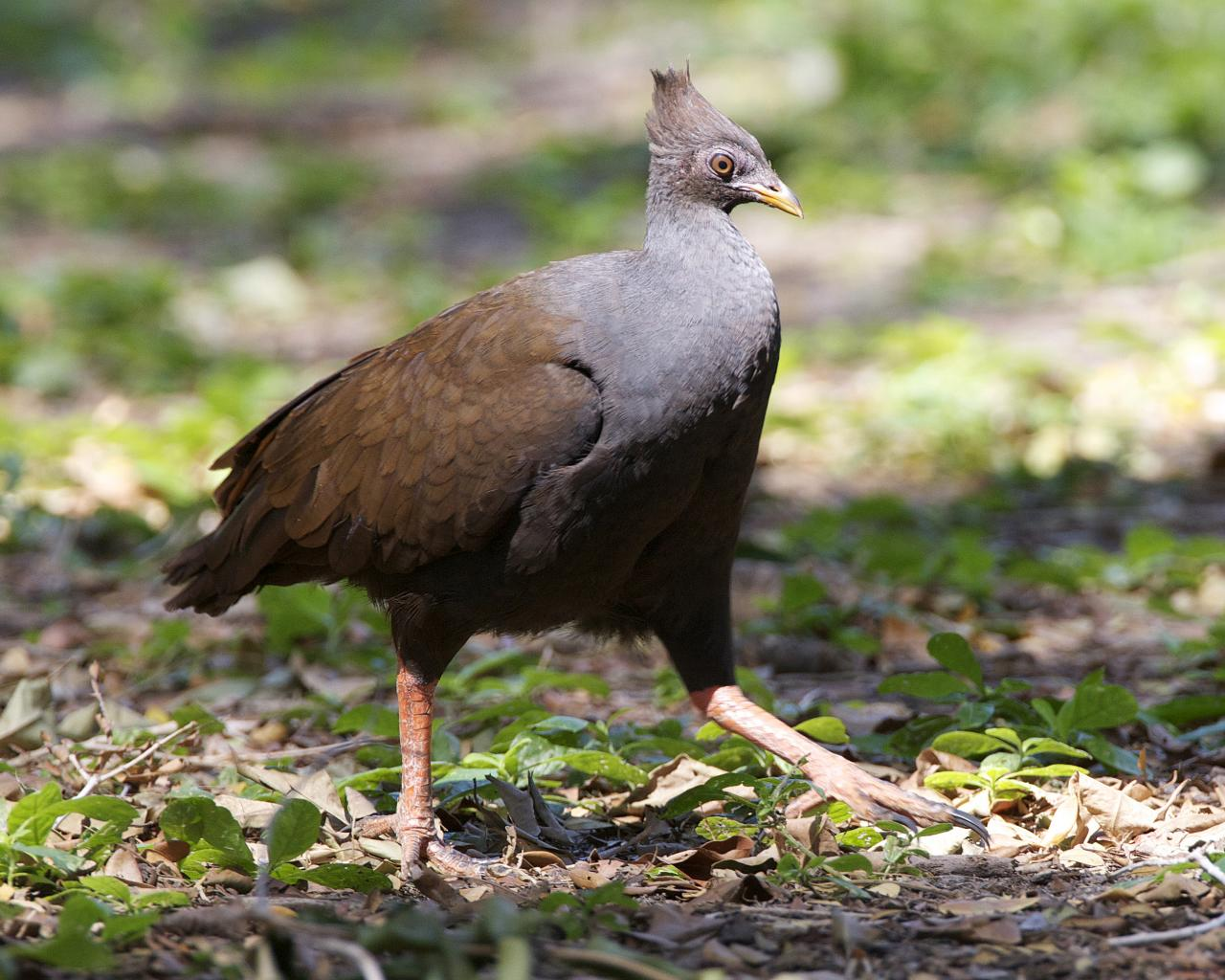
Ein Rotbein-Großfußhuhn der Unterart M. r. tumulus

## Geografische Variation
Die geografische Variation ist im Hinblick auf die Größe des Verbreitungsgebiets und die zahlreichen Inselvorkommen gering. Dies könnte zum einen auf eine schnell erfolgte Ausbreitung in jüngerer Zeit hindeuten oder darauf, dass zwischen den Inselvorkommen ein ausgeprägterer Genfluss existiert als bei anderen Megapodius-Arten. Die Nominatform ist mit etwa 37 cm Körperlänge und durchschnittlichen Flügellängen um 236 mm relativ klein mit verhältnismäßig hellen, grauen Gefiederpartien und eher olivbraun gefärbter Oberseite. Die Australischen Unterarten sind mit 40–45 cm Körperlänge und durchschnittlichen Flügellängen um 263 mm größer als die Nominatform und im Hinblick auf die grauen Gefiederpartien relativ dunkel, wobei M. r. castanonotus am dunkelsten ist. Die Färbung der Oberseite variiert zwischen zimtfarben bei M. r. yorki, dunkel rötlich braun bei M. r. tumulus und kastanienbraun bei M. r. castanonotus. M. r. macgillivrayi von den Inseln östlich von Neuguinea weicht deutlich ab. Kopf, Hals und Unterseite sind dunkel schiefergrau, die Oberseite ist olivbraun, Bürzel und Oberschwanzdecken sind dunkelbraun. Die Haube ist kürzer und wenig zugespitzt. Die Unterart ähnelt in mehrfacher Hinsicht dem Bismarckhuhn (Megapodius eremita), so dass Ernst Mayr annahm, es handele sich um eine Hybridpopulation zwischen den beiden Arten. An der Südostspitze Neuguineas gibt es lokal Populationen, die M. r. macgillivrayi stark ähneln. Über die systematische Einordnung dieser Vögel herrscht bislang noch Unklarheit. Möglicherweise sind es Hybriden zwischen Reinwardt- und Neuguineahuhn (Megapodius decollatus).
Innerhalb der Nominatform gibt es einige lokale Abweichungen, so dass teils bis zu acht Unterarten beschrieben werden. Jones et al. (1995) stellen jedoch aufgrund der nicht eindeutigen Befunde drei davon zur Nominatform und erkennen nur fünf Unterarten an:
- M. r. reinwardt Dumont 1823 – Kleine Sundainseln, südöstliche Molukken, Papua-Neuguinea bis zur Südostspitze, nördliche Inseln der Torres Strait
- M. r. macgillivrayi Gray 1862 – Inseln östlich von Neuguinea und möglicherweise Populationen im Südosten Neuguineas
- M. r. tumulus Gould 1842 – nördliches Western Australia und Northern Territory
- M. r. yorki Mathews 1929 – Kap-York-Halbinsel und Nordostküste Australiens bis südlich von Cooktown
- M. r. castanonotus Mayr 1938 – Nordostküste Australiens von Cape Tribulation bis Yeppoon

## Lebensraum
Das Rotbein-Großfußhuhn besiedelt bewaldete oder mit dichtem Gebüsch bestandene Habitate. Im südöstlichen Neuguinea kommt es beispielsweise in Monsun- und Sumpfwäldern, in Sekundärvegetation, Gebüschen und Mangrove vor. Es ist im Hinblick auf Sekundärvegetation recht anpassungsfähig und ist hier bisweilen häufiger als in Primärwäldern. Gebiete, aus denen die Art aufgrund von Habitatveränderungen vertrieben wurde, werden durchaus wiederbesiedelt, wenn wieder geeignete Vegetation vorhanden ist. Vorkommen konzentrieren sich vielerorts im Bereich der Küste. In Australien kommt die Art aber beispielsweise auch weit im Binnenland vor. Unter anderem im Südosten Neuguineas werden auch Gebirgsregionen besiedelt. Die Höhenverbreitung reicht bis etwa 1800 m.

## Ernährung
Die Untersuchungen von Mageninhalten ergaben, dass die Nahrung sowohl aus tierischer als auch aus pflanzlicher Kost besteht. Zur tierischen Nahrung zählen vor allem Insekten und deren Larven, andere Arthropoden wie Tausendfüßer oder Skorpione, Würmer, Schnecken und kleine Schlangen. An pflanzlicher Nahrung wurden verschiedene Früchte und Tamarindenkerne festgestellt. Ferner fanden sich in den Mägen Gastrolithen und Sand zur Unterstützung der Verdauung im Kaumagen.

## Fortpflanzung
Da man Rotbein-Großfußhühner meist in Paaren antrifft, lebt die Art vermutlich monogam. Paare besetzen ein etwa 1–4 ha großes Revier, das das ganze Jahr über verteidigt wird. Grenzen werden oft durch Bachläufe oder Ähnliches definiert. Im Zentrum befindet sich der Nisthügel, der bei dieser Art bis zu 4,5 m Höhe und bis zu 20 m Durchmesser erreichen kann. Meistens bleibt er jedoch kleiner. Auf Komodo lagen die Durchschnittswerte bei einer Höhe von 90 cm und einem Durchmesser von 7,15 m. Die Spanne der Werte lag dort zwischen 30 cm und 3 m bei der Höhe und zwischen 2,20 m und 11,30 m beim Durchmesser. Die Form erinnert an einen Vulkankegel. Der Nisthügel besteht aus Sand, Laubstreu und Geröll. Die Menge des verrottenden Materials kann lokal variieren. An der Küste gibt es teils Hügel, die fast nur aus Sand bestehen und nur durch Sonnenwärme erhitzt werden.
Aktuell genutzte Nisthügel sind mindestens 100 m voneinander entfernt, verlassene können sich auch in geringerer Entfernung von gerade einmal 15 m befinden.
Ein Hügel wird oft über mehrere Jahre von einem Paar genutzt und in Stand gehalten. Im Abstand von höchstens 4–7 Tagen suchen die Vögel den Hügel auf. Sie tragen aus etwa 25 m im Umkreis Material zusammen, schichten es auf oder vergraben es im Hügel. Wenn sich auch beide Partner an der Grabtätigkeit beteiligen, scheint das Männchen doch den aktiveren Part zu übernehmen. Meist findet die Arbeit in den frühen Morgenstunden statt; es wurden jedoch zu allen Tageszeiten Vögel an genutzten Hügeln beobachtet. Nach 2–3 Tagen der Grabtätigkeit wird wieder eine Pause eingelegt.  Bisweilen wird ein Hügel von zwei Paaren gleichzeitig oder über die Jahre von mehreren Paaren in Folge genutzt.
Abgelegte Eier wurden beispielsweise auf Flores fast das ganze Jahr über festgestellt, es scheint aber lokal variierende Zeiten zu geben, in denen besonders viele Paare zur Eiablage schreiten. Kurz vor der Eiablage nimmt die Grabtätigkeit zu. Beide Partner graben Probelöcher oder Löcher, die dann tatsächlich zur Eiablage genutzt werden. Dazu begibt sich das Weibchen in das gegrabene Loch, senkt das Hinterteil und spreizt den linken Flügel auf. Das Männchen bleibt beobachtend am Rand des Loches zurück. Nach 4–8 Minuten verlässt das Weibchen das Loch wieder und scharrt es dabei langsam zu, wobei das Männchen assistiert. Am Folgetag kehrt das Männchen zurück und schichtet weiteres Material auf den Hügel. In Queensland legte eine Henne 12–13 Eier im Abstand von durchschnittlich 13 (±4) Tagen. Die Eier sind länglich oval und etwa 85 × 55 mm groß. Sie sind glanzlos und braunbeige bis rötlich beige gefärbt. Liegen sie einige Zeit im Hügel, blättert die Oberschicht ab und es tritt fleckweise das darunter liegende Weiß zutage. Wie bei allen Großfußhühnern findet keine weitere Brutpflege statt. Die Jungen befreien sich aus dem Hügel und sind vollkommen auf sich gestellt.

## Etymologie
Der Begriff Megapodius stammt aus dem Griechischen und setzt sich aus den Worten megas (μέγας) für „groß“ und pous, podos (πούς, ποδός) für „Fuß“ zusammen. Das Artepitheton wurde zu Ehren des Naturforschers und Botanikers Kaspar Georg Karl Reinwardt (1773–1854) vergeben, der das Typusexemplar auf den Molukken gesammelt hatte und dieses Coenraad Jacob Temminck (1778–1858) für sein Naturalienkabinett zur Verfügung stellte.